# 柳城街道 (成都市)
柳城街道，是中华人民共和国四川省成都市温江区下辖的一个乡镇级行政单位。

## 行政区划
柳城街道下辖以下地区：
和平社区、黄金路社区、东街社区、南街社区、北街社区、西街社区、德通桥社区、凤溪大道街社区、鱼凫路社区、永宁路社区、万盛社区、燎原社区、凉水社区、新华社区和红光社区。